# Towarzystwo Wzajemnej Pomocy Uczniów Uniwersytetu Jagiellońskiego
Towarzystwo Wzajemnej Pomocy Uczniów Uniwersytetu Jagiellońskiego  - organizacja samopomocowa założona w 1866 roku na Uniwersytecie Jagiellońskim. 20 kwietnia 1929 roku zgodnie ze zmianą wprowadzoną 15 lutego 1929 roku do statutu Uniwersytetu Jagiellońskiego nazwa stowarzyszenia została zmieniona na Bratnia Pomoc Studentów Uniwersytetu Jagiellońskiego w Krakowie.
Prezesami byli m.in. Julian Nowak (1889/90), Jacek Tyrała (1891) i Stanisław Droba (1894).